# Edward MacDowell
Edward Alexander MacDowell (New York, 1861 – New York, 1908) è stato un compositore e pianista statunitense.

## Biografia
MacDowell è nato a New York da Thomas MacDowell e da Frances (Fanny) Mary Knapp. 
Di origine irlandese, ha ricevuto le sue prime lezioni di pianoforte da Juan Buitrago, un violinista colombiano che all'epoca viveva con la famiglia MacDowell, dal pianista cubano Pablo Desverine e dalla pianista e compositrice venezuelana Teresa Carreño.
Successivamente si trasferì a Parigi, dove nel 1876 si iscrisse al Conservatorio, nel quale ebbe come maestri Antoine François Marmontel per quanto riguarda il pianoforte e Augustin Savard per la composizione, oltre che essere compagno di Claude Debussy.
Nel 1878 si trasferì al Conservatorio di Stoccarda ed in quello di Francoforte, dove fu allievo di Joachim Raff per la composizione e di Carl Heymann per il pianoforte. 
Nel 1881 iniziò ad insegnare pianoforte al Conservatorio di Darmstadt; l'anno seguente si spostò a Francoforte, dove insegnò e compose. Non disdegnò, in questo periodo, viaggiare in Europa.
Nel 1882 ricevette complimenti e incoraggiamenti da Franz Liszt, il quale ascoltò ben volentieri il suo primo concerto per pianoforte e orchestra. 
Nel 1884, MacDowell sposò Marian Griswold Nevins, un'americana che era stata una sua studentessa di pianoforte a Francoforte.
Nel 1888 ritornò in America, dapprima a Boston, dove diventò famoso come pianista e insegnante di pianoforte grazie alle esibizioni in recital con la Boston Symphony Orchestra e altre organizzazioni musicali americane; successivamente si spostò a New York, dove ottenne l'incarico di professore di musica presso la Columbia University.

## Composizioni
Tra le sue composizioni, annoveriamo: musiche per pianoforte (Modern suite, Serenata, Sea Pieces); musiche per orchestra (The Saracens, Hamlet and Ophelia); musiche per canto; musiche per coro (Canti nordici, Barcarolle).
Il suo stile è collocabile al tardo-romanticismo della fine dell'Ottocento. Influenzato soprattutto da Liszt per la ricercatezza orchestrale, sonora, armonica e ritmica, dedicò anche due sonate, la Sonata nordica e la Sonata celtica, a Grieg.

## Discografia
- 1960 – Van Cliburn, pianoforte / Walter Hendl, Chicago Symphony Orchestra, Concerto no. 2 in d minor, op. 23
- 1992 – Derek Han, pianoforte / Chicago Sinfonietta diretta da Paul Freeman, Edward MacDowell Piano Concertos Nos. 1 And 2 - Poème Erotique, Fanfare Records
- 1998 – James Barbagallo, Edward MacDowell: Piano Music, Vol. 1, Naxos Records
- 1998 – James Barbagallo, Edward Macdowell: Piano Music, Vol. 2, Naxos Records
- 1999 – James Barbagallo, Edward Macdowell: Piano Music, Vol. 3, Naxos Records
- 1999 – James Barbagallo, Edward Macdowell: Piano Music, Vol. 4, Naxos Records